# 丸山工務所
株式会社丸山工務所（まるやまこうむしょ、MARUYAMA CORPORATION. ）は、新潟県十日町市に本社を置く、総合建設会社である。企業メセナ活動では、財団法人丸山育英会・星と森の詩美術館がある。

## 事業内容
- 土木事業
- 建築事業
- 循環システム事業
- 企業メセナ事業

## 沿革
- 1940年（昭和15年）10月 - 創業。
- 1955年（昭和30年）1月 - 会社設立。
- 1996年（平成8年）10月 - 企業メセナで「星と森の詩美術館」が開館（十日町市稲葉1099-1）。
- 2001年（平成13年）5月10日 - 創業60周年記念事業で財団法人丸山育英会を設立、育英奨学事業を開始。